# Thalassosmittia clavicornis
Thalassosmittia clavicornis is een muggensoort uit de familie van de dansmuggen (Chironomidae). De wetenschappelijke naam van de soort is voor het eerst geldig gepubliceerd in 1928 door Saunders.